# جيك ثاكري
جيك ثاكري (بالإنجليزية: Jake Thackray)‏ هو مغن مؤلف وشاعر بريطاني، ولد في 27 فبراير 1938 في ليدز في المملكة المتحدة، وتوفي في 24 ديسمبر 2002 في مونموث في المملكة المتحدة.

## وصلات خارجية
- جيك ثاكري على موقع IMDb (الإنجليزية)
- جيك ثاكري على موقع ميوزك برينز (الإنجليزية)
- جيك ثاكري على موقع ديسكوغز (الإنجليزية)
- جيك ثاكري على موقع كينوبويسك (الروسية)